# Shujie Xiang
Shujie Xiang (kinesiska: 戍街, 戍街乡) är en socken i Kina. Den ligger i provinsen Yunnan, i den sydvästra delen av landet, omkring 120 kilometer nordväst om provinshuvudstaden Kunming.
Genomsnittlig årsnederbörd är 839 millimeter. Den regnigaste månaden är juli, med i genomsnitt 202 mm nederbörd, och den torraste är januari, med 4 mm nederbörd.